# Janice (Slovacchia)
Janice (in ungherese: Jéne, in tedesco: Jenney) è un comune della Slovacchia facente parte del distretto di Rimavská Sobota, nella regione di Banská Bystrica.
Il villaggio è citato per la prima volta in una lista di località, nel 1216 con il nome di Yenne. Fu patria della famiglia dei conti Jenei a cui appartenne fino al XVIII secolo, quando passò ai Koháry. Tra gli 1938 e 1944 appartenne all'Ungheria.